# Albatros C.IV
L'Albatros C.IV (designazione aziendale L 12) era un monomotore biplano da ricognizione  realizzato dalla allora azienda tedesco imperiale Albatros Flugzeugwerke GmbH nel 1916 e rimasto allo stadio di prototipo.
Basato sul precedente C.III, ne introduceva alcune differenze a livello strutturale ma non avendo ottenuto prestazioni troppo dissimili dal modello da cui derivava il suo sviluppo venne accantonato in favore del più promettente C.V.

## Storia del progetto
Il successo conseguito dall'Albatros con la realizzazione del C.III indusse l'azienda tedesca a svilupparne una versione derivata. Il nuovo modello, al quale venne assegnata la designazione aziendale L 12, utilizzava la fusoliera, il carrello d'atterraggio e la sezione di coda del precedente introducendo un diverso disegno delle ali ed una diversa cabina di pilotaggio.
Il progetto venne presentato alla commissione tecnica dell'Idflieg che ne commissionò un prototipo per le valutazioni comparative. L'esemplare venne portato in volo per la prima volta nel corso del 1916 ma le modifiche apportate non diedero i risultati sperati. Le prestazioni rimasero simili per cui si ritenne di abbandonare lo sviluppo del C.IV in favore di un progetto che sembrava offrire migliori prospettiva, l'L 14 che riceverà in seguito la designazione ufficiale C.V.

## Tecnica
L'Albatros C.IV conservava l'aspetto generale, per l'epoca convenzionale, del progenitore pari ruolo Albatros C.III e dei simili modelli prodotti nello stesso periodo dalle altre aziende: biplano, monomotore biposto con carrello fisso.
La fusoliera, realizzata con struttura in legno e rivestita con pannelli di compensato, era caratterizzata da due abitacoli aperti in tandem, l'anteriore destinato all'osservatore con mansioni anche di mitragliere ed il posteriore al pilota. Posteriormente terminava in un impennaggio classico monoderiva caratterizzato dall'elemento verticale di forma arrotondata abbinato al lungo elemento orizzontale a pianta ellissoidale dotato di due elementi mobili.
La configurazione alare era biplana con ala superiore dall'apertura leggermente più ampia di quella inferiore (quest'ultima era translata verso coda); i due piani alari erano collegati tra loro da una coppia di montanti per lato, integrati da tiranti in cavetto in acciaio, soluzione che garantiva un maggior campo visivo e di fuoco all'osservatore/mitragliere. Sulla parte centrale dell'ala superiore era collocato il serbatoio di combustibile che alimentava, a caduta, il motore.
Il carrello d'atterraggio era fisso, molto semplice, montato su una struttura tubolare al di sotto della fusoliera, dotato di ruote di grande diametro collegate da un asse rigido ed integrato posteriormente con un pattino d'appoggio.
La propulsione era affidata ad un motore Mercedes D.III, un 6 cilindri in linea raffreddato a liquido capace di erogare una potenza pari a 160 CV (118 kW), posizionato all'apice anteriore della fusoliera, racchiuso da un cofano metallico ed abbinato ad un'elica bipala in legno a passo fisso. L'impianto di raffreddamento prevedeva la collocazione del radiatore davanti al bordo di attacco dell'ala superiore.
L'armamento era costituito da una mitragliatrice LMG 08/15 calibro 7,92 mm, montata in caccia a disposizione del pilota e sparante attraverso il disco dell'elica grazie ad un dispositivo di sincronizzazione, abbinata ad una mitragliatrice Parabellum MG 14, anch'essa calibro 7,92 mm, montata su supporto brandeggiabile nell'abitacolo anteriore.

## Utilizzatori
Germania
- Luftstreitkräfte (previsto)